# رار الصنوبر
رَار الصنوبر أو سُمِيَّة الصنوبر فطر من السميات يركب الصنوبر المعمر الذي صار حزه لاستحلاب الراتنج. مشيجه يدخل رأساً إلى قلب الجذع حيث يتمركز ثم ينتشر من الداخل إلى الخارج ومن مركز انطلاقه إلى أعلى وأسفل بذات المسافة التي تراوح من المتر إلى المترين فيعطب الخشب بعد أن يعفن عروقه.